# Gunilla von Bahr
Gunilla von Bahr, född Palmkvist den 28 juni 1941 i Lund, död 5 februari 2013 i Oscars församling, Stockholm, var en svensk flöjtist och musikchef.

## Biografi
Gunilla von Bahr utbildade sig vid Malmö Musikkonservatorium och Kungliga Musikhögskolan 1962–1967 och arbetade sedan i Malmö, Norrköpings och Sveriges Radios symfoniorkestrar samt Kungliga Hovkapellet innan hon blev turnerande solist 1972. Hon spelade bland annat in skivorna Solflöjt 1–4 (1977–1986), som innehåller musik från olika epoker med flöjten i fokus. 
Hon var chef för Musik i Kronoberg i Växjö 1987–1990, chef för Malmö symfoniorkester 1990–1996 samt rektor för Kungliga Musikhögskolan i Stockholm 2000–2006.
Hon var gift första gången 1962–1969 med musikdirektör Åke Herlöfsson och fick med denne sonen Carl-Michael Herlöfsson som också är musiker. Andra gången var hon gift 1970–1977 med musikproducenten Robert von Bahr. Hon återtog sitt flicknamn Palmkvist 1982 men fortsatte använda von Bahr i sin professionella verksamhet.
Gunilla von Bahr behärskade inte bara traditionell tvärflöjt, utan samtliga fyra tvärflöjttyper. Musiken varierade, från klassiskt till nykomponerad musik specialskriven för henne. Hon framförde över 70 st verk, varav sju flöjtkonserter. Något av hennes signum var den förgyllda silverflöjten (en soprantvärflöjt) som hon spelade på, och som följde henne genom livet. Den är av märket A.R. Hammig, och förgyllningen gjordes av Robert von Bahrs styvfader i Finland. År 2014 valde Gunillas barn att donera flöjten till Scenkonstmuseets och Musikverkets samlingar..
Hon är gravsatt i minneslunden på Skogskyrkogården i Stockholm.

## Priser och utmärkelser
- 1977 – Svenska grammofonpriset för albumet Musik av György Ligeti
- 1991 – Ledamot nr 872 av Kungliga Musikaliska Akademien[11]
- 1995 – Medaljen Litteris et Artibus i guld[12]
- 2011 – Medaljen för tonkonstens främjande[13]